# Kunz Finck von Finckenstein
Kunz Finck von Finckenstein (vollständiger Name: Konrad Otto Siegfried Graf Finck von Finckenstein) (* 11. Juli 1889 in Marienwerder; † 25. Juli 1932 in Frankfurt (Main)) war ein deutscher Rittergutsbesitzer und Parlamentarier.

## Leben
Kunz Finck von Finckenstein war Sohn des Fideikommissbesitzers und Parlamentariers Konrad Finck von Finckenstein (* 22. September 1860; † 4. Oktober 1916) und der Irene geb. Freiin von Meerscheidt-Hüllessem (* 29. Juni 1866; † 26. Oktober 1957). Sein Bruder Ottfried (1901–1987) war auch Schriftsteller und Übersetzer.
Nach dem Besuch des Königlichen Wilhelms-Gymnasium Königsberg studierte er an der Rheinischen Friedrich-Wilhelms-Universität Bonn und der Albertus-Universität Königsberg Rechtswissenschaften. 1908 wurde er Mitglied des Corps Borussia Bonn. Nach dem Referendarexamen wurde er Fideikommissherr auf Schönberg. Nach dem Tod seines Vaters 1916 wurde er erbliches Mitglied des Preußischen Herrenhauses, dem er bis zu dessen Auflösung 1918 angehörte. Er war verheiratet mit Louisa von Forçade de Biaix (1893–1976). Sie hatten eine Tochter und einen Sohn.